# Bob Drake
 Bob Drake  (San Francisco, 14 de desembre de 1919 — Woodland Hills, Califòrnia, 18 d'abril del 1990) va ser un pilot de curses automobilístiques estatunidenc que va debutar a la desena i última cursa de la temporada 1960 de Fórmula 1 (l'onzena temporada de la història) del campionat del món de la Fórmula 1, disputant el 20 de novembre del 1960 el GP dels Estats Units al Circuit de Riverside. Bob Drake va participar en una única prova puntuable pel campionat de la F1, aconseguint finalitzar la cursa en vuitena posició i no assolí cap punt pel campionat del món de pilots.
| Any  | Equip     | Xassís   | Motor    | 1   | 2   | 3   | 4   | 5   | 6   | 7   | 8   | 9   | 10     | Posició | Punts |
| ---- | --------- | -------- | -------- | --- | --- | --- | --- | --- | --- | --- | --- | --- | ------ | ------- | ----- |
| 1960 | Bob Drake | Maserati | Maserati | ARG | MON | 500 | HOL | BEL | FRA | GBR | POR | ITA | USA 13 | -       | 0     |